# Nages-et-Solorgues
Nages-et-Solorgues település Franciaországban, Gard megyében. Lakosainak száma 2160 fő (2022. január 1.). Nages-et-Solorgues Bernis, Boissières, Calvisson, Langlade, Saint-Dionisy és Uchaud községekkel határos.

## Népesség
A település népességének változása:
| Lakosok száma | 327  | 715  | 1088 | 1462 | 1562 | 1571 | 1736 | 1921 | 2021 | 2160 |
|               | 1968 | 1982 | 1990 | 2006 | 2013 | 2015 | 2017 | 2019 | 2020 | 2022 |